# دیوار بزرگ هرکول–کورونا بوریلیس

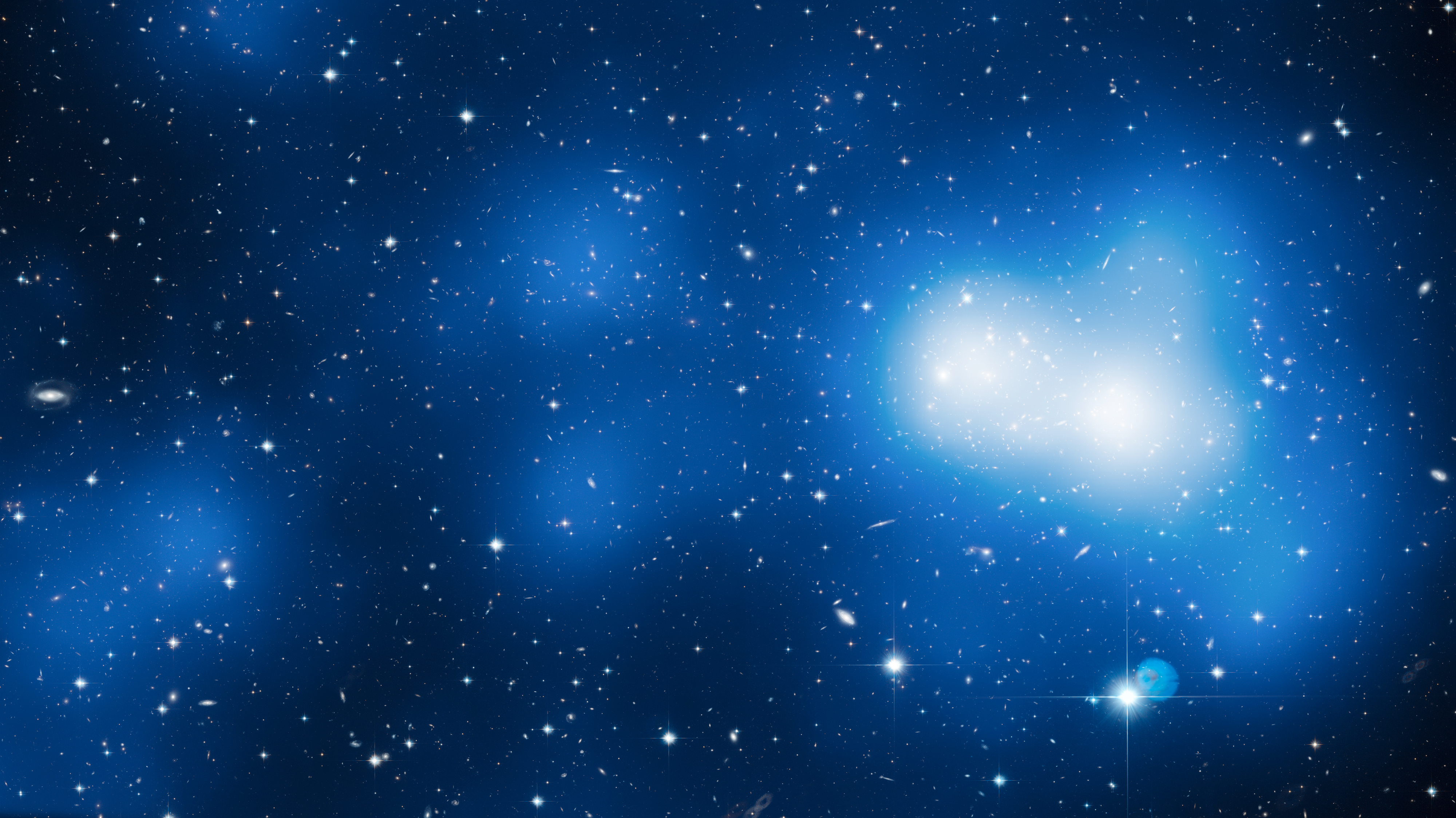
ساختار خوشهٔ کهکشانی عظیم MACS J0717.5 3745 که با ترکیب ۱۸ تصویر از تلسکوپ فضایی هابل، ایجادشده است. مقدار قابل توجهی از ماده تاریک در این ناحیه از جهان که به رنگ آبی دیده می‌شود، ممکن است شبیه «دیوار بزرگ هرکول» باشد.

دیوار بزرگ هرکول-کورونا بوریلیس (به انگلیسی: Hercules-Corona Borealis Great Wall) (به فارسی: دیوار بزرگ زانوزده-تاج‌شمالی) یک اَبَرساختار غول‌پیکر از کهکشان‌هاست که گستره‌ای نزدیک به ۱۰ میلیارد سال نوری دارد. این ساختار بزرگترین و پرجرم‌ترین ساختار شناخته‌شده در گیتی است. این دیوار بزرگ را به اختصار به صورت Her–CrB GW نمایش می‌دهند.
این ساختار بزرگ در نوامبر سال ۲۰۱۳ و توسط نقشه‌برداری انفجارهای پرتو گامایی که در جهان دور دست رخ می‌داد، کشف شد.
اخترشناسان از داده‌های به دست آمده از ماموریت انفجار پرتو گامای سوییفت و تلسکوپ فضایی پرتو گامای فرمی استفاده نمودند.